# Mixtape Vol. 3
Mixtape Vol. 3 – trzeci album studyjny polskiego DJ-a i producent muzycznego DJ-a Decks. Wydawnictwo ukazało się 16 sierpnia 2003 roku nakładem wytwórni muzycznej T1-Teraz.
Nagrania dotarły do 16. miejsca zestawienia OLiS. 

## Lista utworów
Opracowano na podstawie materiału źródłowego.
1. „Intro” (miksowanie: Doniu, mastering: Marcin Cichy) – 00:46
2. „Dario” (gościnnie: Ascetoholix, miksowanie: Doniu, mastering: Marcin Cichy) – 03:19
3. „Nie ma rzeczy niemożliwych” (gościnnie: Juras, Zipera, miksowanie: Doniu, mastering: Marcin Cichy) – 04:00[A]
4. „Cel” (gościnnie: Mezo, Owal/Emcedwa, miksowanie: Doniu, mastering: Marcin Cichy) – 02:50
5. „Jeden” (gościnnie: Fenomen, miksowanie: Doniu, mastering: Marcin Cichy) – 02:55
6. „Jeszcze raz ziom” (gościnnie: Tede, miksowanie: Doniu, mastering: Marcin Cichy) – 03:48[B]
7. „Tak trzymaj” (gościnnie: Hemp Gru, miksowanie: Doniu, mastering: Marcin Cichy) – 02:15
8. „Włodi dla Decksa” (gościnnie: Iza, Włodi, miksowanie: Doniu, mastering: Marcin Cichy) – 02:33
9. „Zła dziewczyna” (gościnnie: Aśka, DJ Twister, miksowanie: Doniu, mastering: Marcin Cichy) – 02:56
10. „Ta muzyka” (gościnnie: Anymaniakh, miksowanie: Doniu, mastering: Marcin Cichy) – 02:43[C]
11. „Łoj” (gościnnie: O.S.T.R., miksowanie: Doniu, mastering: Marcin Cichy) – 02:35
12. „To dla mnie ważne” (gościnnie: WWO, miksowanie: Doniu, mastering: Marcin Cichy) – 02:21
13. „Za mikrofonem” (gościnnie: Pele, Vienio, miksowanie: Doniu, mastering: Marcin Cichy) – 04:15
14. „Cały ten rap” (gościnnie: Da Blaze, Iceman, Ski Skład, miksowanie: Doniu, mastering: Marcin Cichy) – 04:55
15. „Dziwi mnie” (gościnnie: Wychowani na Błędach, miksowanie: Doniu, mastering: Marcin Cichy) – 03:24
16. „Konfrontacje (gościnnie: Hans, miksowanie: Doniu, mastering: Marcin Cichy) – 03:09
17. „Beatbox (gościnnie: RDW, miksowanie: Doniu, mastering: Marcin Cichy) – 01:03
18. „Outro” (gościnnie: RDW, miksowanie: Doniu, mastering: Marcin Cichy) – 00:56

Notatki
- A^ W utworze wykorzystano sample z piosenki „Lets Straighten It Out” w wykonaniu Gwen McCrae[5].
- B^ W utworze wykorzystano sample z piosenki „You and I” w wykonaniu Delegation[5].
- C^ W utworze wykorzystano sample z piosenki „Klatka” w wykonaniu PC Park[5].